# ドリヴァル・カイミ

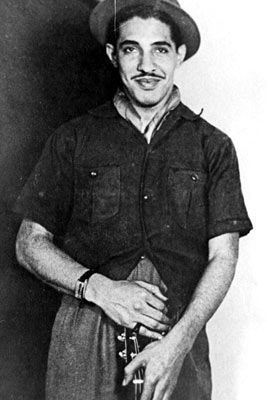
ドリヴァル・カイミ、1938年

ドリヴァル・カイミ（Dorival Caymmi、1914年4月30日 - 2008年8月16日）は、ブラジルの歌手、作曲家。バイーア州サルヴァドール出身。

## 経歴
1934年、歌手のカルメン・ミランダに映画『Banana-da-Terra』のための楽曲『O Que É Que A Baiana Tem?』を提供したのをきっかけに一気に知名度を上げる。その後カルメン・ミランダはハリウッドへと渡り成功を収めた。
1954年には歌手としてのデビューアルバム『Canções Praieiras』をリリースし歌でも活動を開始する。彼の音楽はボサノヴァのジャンルを確立したアントニオ・カルロス・ジョビンやジョアン・ジルベルトへと大きな影響を与えたとされる。
同年代のブラジルを代表する作家、ジョルジェ・アマードとは古くからの友人であり、カイミの作曲した楽曲『É Doce Morrer no Mar』の作詞を務めている。長女のナナ・カイミ、長男と二男のドリ・カイミとダニーロ・カイミもミュージシャンとして現在活動している。
2008年8月16日、リオデジャネイロのコパカバーナにある自宅で多臓器不全のため94歳で亡くなった。